# Melipotis ochrodes
Melipotis ochrodes är en fjärilsart som beskrevs av Achille Guenée 1852. Melipotis ochrodes ingår i släktet Melipotis och familjen nattflyn. Inga underarter finns listade i Catalogue of Life.